# Freizeit, Garten + Touristik
Die Freizeit, Garten + Touristik ist ein Konsumenten-Messe im Messezentrum Nürnberg mit dem Schwerpunkt Garten, Urlaub, Wassersport, Camping und Caravan. Sie findet jährlich im Frühjahr statt und hatte 2012 rund 92.000 Besucher.
Organisator ist die AFAG Messen und Ausstellungen GmbH.